# Plateau (Collines)
Plateau ist ein Arrondissement im Departement Collines im westafrikanischen Staat Benin. Es ist eine Verwaltungseinheit, die der Gerichtsbarkeit der Kommune Savé untersteht.

## Demografie und Verwaltung
Gemäß der Volkszählung 2013 des beninischen Statistikamtes INSAE hatte das Arrondissement 13.543 Einwohner, davon waren 6858 männlich und 6685 weiblich.
Von den 60 Dörfern und Quartieren der Kommune Savé entfallen sieben auf Plateau:
1. Boubouhou
2. Dakpa
3. Dépôt-Centre
4. Fatchodjonin
5. Kpabaï
6. Savè-Nouveau
7. Zongo